# Ugoda altransztadzka

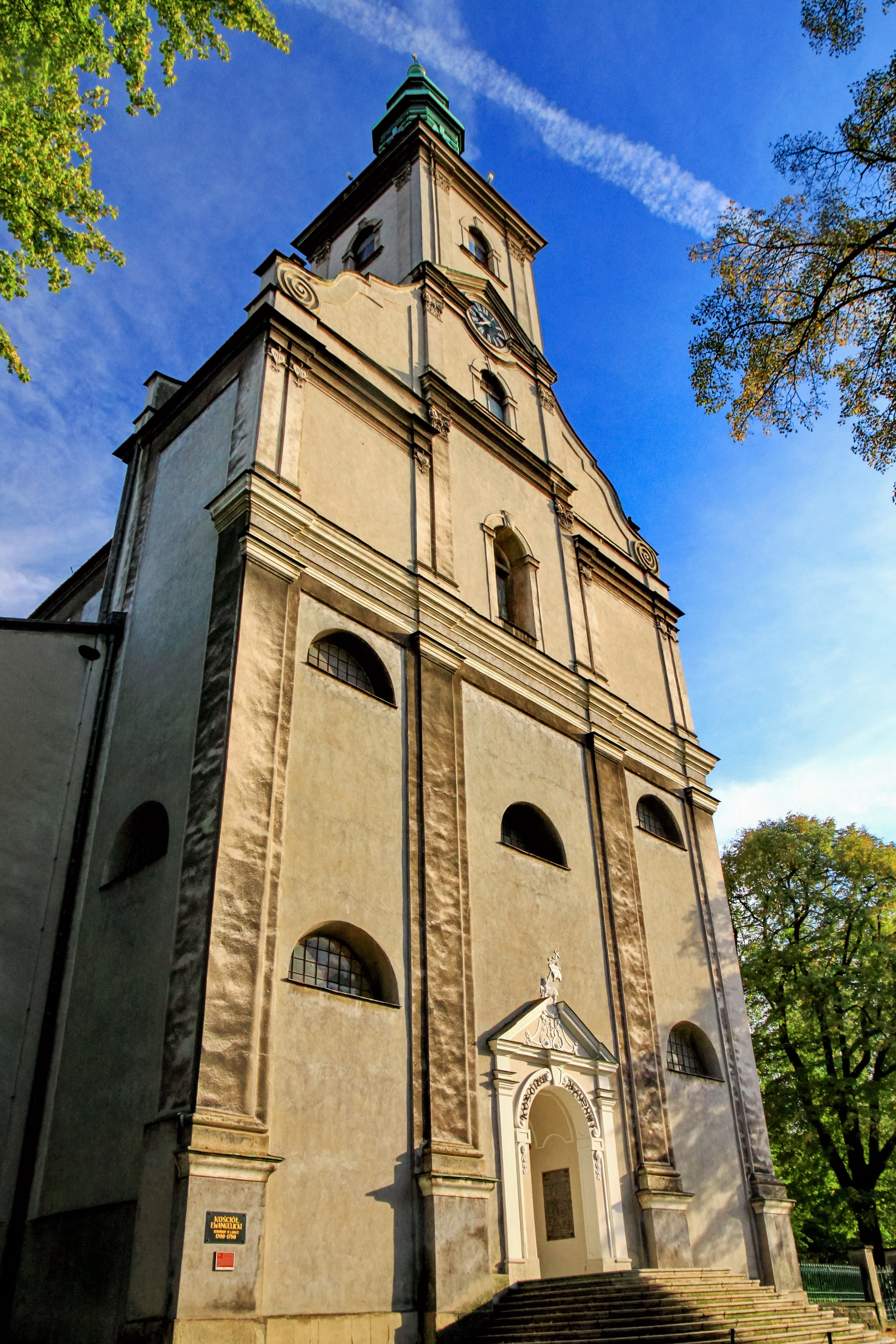
Kościół Jezusowy w Cieszynie

Ugoda altransztadzka (niem. Altranstädter Konvention; cz. Altranstädtská konvence) – układ zawarty 1 września 1707 w pałacu w Altranstädt (Saksonia) pomiędzy luterańskim królem Szwecji Karolem XII a katolickim cesarzem Józefem I Habsburgiem.
Układ ten narzucił cesarzowi zwrot śląskim protestantom 121 kościołów. Zakazywał ustanawiania katolickich opiekunów sierotom ewangelickim, zapewniał ewangelikom wolność urządzania prywatnych nabożeństw domowych, wolność wysyłania dzieci do szkół ewangelickich i innych czynności kościelnych (chrztu, ślubów, pogrzebów).
Podczas realizowania ugody, król i cesarz zawarli dodatkową umowę, zwaną „recesem egzekucyjnym” (niem. rezess exekution, cz. exekučni reces), ogłoszoną 27 stycznia 1709 r. we Wrocławiu. Na mocy tego recesu zostały wznowione konsystorze ewangelickie w Legnicy, Brzegu i Wołowie, ich działalność (jak i działalność już istniejących konsystorzów w Oleśnicy i we Wrocławiu) została prawnie uregulowana. W recesie egzekucyjnym zezwolono także na wybudowanie kolejnych sześciu tzw. kościołów łaski (niem. Gnadenkirchen; cz. Kostely milosti) – Żaganiu, Kożuchowie, Jeleniej Górze, Kamiennej Górze, Miliczu i Cieszynie (jako świątynia ewangelicka do dziś przetrwał tylko cieszyński kościół łaski). Ponadto, wybudowane na mocy postanowień pokoju westfalskiego z 1648, Kościoły Pokoju mogły zostać wyposażone w dzwony i wieże.